# Archives nationales de Tunisie
Pour les articles homonymes, voir Archives nationales (homonymie).
Les archives nationales de Tunisie (arabe : الأرشيف الوطني التونسي), dont le siège est à Tunis, regroupent les documents historiques de la Tunisie à caractère politique, administratif, culturel, économique et social. 
La principale mission des archives nationales est :
- d'œuvrer à la sauvegarde du patrimoine archivistique national ;
- de veiller à la constitution, à la conservation, à l'organisation et à l'utilisation de tous les fonds d'archives des services relevant de l'État, des collectivités locales, des établissements et des entreprises publics, des organismes privés chargés de la gestion d'un service public et des officiers publics ;
- de collecter, conserver et communiquer les sources archivistiques se rapportant à la Tunisie et se trouvant à l'étranger.

Actuellement, les archives nationales de Tunisie sont régies par le décret n°97-389 du 21 février 1997.

## Historique
Dans le cadre d'un ensemble de réformes politiques opérées durant la seconde moitié du XIXe siècle, le premier service d'archives de la Tunisie est créé en 1874 sous le nom de Centre de correspondances de l'État et rattaché au grand ministère qui a pour siège le Dar El Bey. Ce service est chargé de rassembler les documents publics en les transférant du palais du Bardo et en les collectant auprès des hauts fonctionnaires et des dignitaires de l'État. Ces documents sont organisés suivant des méthodes techniques élaborées ayant aussi concerné l'organisation de la communication des documents et leur restitution.
Le protectorat français crée une certaine redondance administrative, ce qui complique la gestion des archives. Les documents relevant des affaires intérieures tunisiennes sont regroupées dans un service nommé « service d'État ». Par contre, les documents gérés par les directions techniques sont pour la plupart perdus. Enfin, les documents relevant du résident général de France en Tunisie sont regroupés et, en 1955, transférés en France où ils sont conservés par les archives du quai d'Orsay.
En 1955, les services de la présidence du Conseil sont réorganisés et les archives générales du gouvernement prennent le nom d'archives générales. En 1967, le secrétariat d'État à la présidence connaît une nouvelle structuration et l'administration des archives devient la division des archives générales et de la documentation. Avec la création du Premier ministère et l'organisation de ses services (décret n°70-118 du 11 avril 1970), l'ancienne dénomination de l'administration des archives change pour devenir la division des archives générales.
Début 1999, les services des archives nationales sont transférés du Premier ministère à leur nouveau siège situé au numéro 122 du boulevard du 9-Avril 1938 à Tunis.

## Rôles et responsabilités
Si à l'origine, de 1874 à 1880, les archives nationales de Tunisie servent à rassembler les documents publics des hauts fonctionnaires et des dignitaires de l'État du palais du Bardo.
Ses fonctions en gestion des archives changent rapidement dès 1881, sous le protectorat français. Durant cette période, les archives générées par les deux principales autorités, l'administration tunisienne et le résident général de France en Tunisie, sont organisées différemment. La gestion des documents de l'administration tunisienne est inspirée de la procédure du ministère des Affaires étrangères en France, soit le groupement de services « en ensembles obéissant à un système de classification établi au préalable ».
Vers 1955, avec l'indépendance de la Tunisie, une tentative de réorganisation des archives est lancée par l'administration tunisienne, mais « faute d'archivistes compétents, il n'est de fait pas possible de résoudre la situation chaotique des archives tunisiennes ». Après la déclaration d'indépendance, les documents générés par le résident général de France en Tunisie sont rassemblés et transférés vers la France.
En 1977, une commission responsable de dresser un bilan et de proposer des solutions pour le traitement et la conservation des archives nationales est mise en place. Le projet de rationalisation de la gestion des documents est placé sous la direction de Moncef Fakhfakh avec l'aide d'un groupe d'experts de l'Unesco.

Vers la fin des années 1980, deux lois font office d'autorité quant à la gestion des archives : la loi sur les archives de 1988 et la loi sur la protection de la vie privée et le droit d'auteur. À partir de 1988, les archives nationales de Tunisie voient leurs rôles se diversifier en lien avec la professionnalisation des archivistes. L'organisme national se voit octroyer « un rôle de coordinateur pour tous les établissements à caractère public et de contrôleur de l'exercice du métier sur tout le territoire ainsi que du respect de la loi sur les archives », Les missions des archives nationales se résument ainsi : 

« Chapeauter et diriger tous les grands chantiers archivistiques dans le pays, veiller sur le bon fonctionnement des services d'archives dans les ministères et les établissements publics en donnant conseil et soutien et en fournissant une assistance technique, faciliter l'élaboration des programmes de gestion des documents, approuver les calendriers de conservation, contrôler les conditions de conservation des documents administratifs, et enfin veiller sur la protection de la discipline lors de l'engagement de personnel. »

 Entre 1988 et 1992, Fakhfakh contribue à l'élaboration du plan de redressement de la situation des archives en 1987 et mène une action de sensibilisation auprès des décideurs, ce qui aboutit en 1993 à l'adoption du « Plan d'urgence pour l'assainissement et la sauvegarde des documents administratifs et des archives » qui a pour objectif d'assainir la situation des documents administratifs et, à moyen terme, de préparer les conditions minimales pour la mise en place d'un système efficace d'archivage des documents publics,.
Le plan d'urgence étant achevé en 1995, l'institution des archives nationales nouvellement créée doit continuer à élaborer et faire adopter un corpus de textes réglementaires (dont notamment le décret n°97-389 portant sur l'organisation et le fonctionnement des archives nationales), mobiliser tous les organismes de l'État concernés, construire un nouveau bâtiment pour les archives nationales, superviser et créer des cycles de formation d'équipes spécialisées en archivistique et élaborer un système moderne d'archivage pour la sauvegarde de la mémoire du pays,,.
En 1998, le lancement d'un cycle d'études pour l'obtention d'un diplôme d'études supérieures spécialisés en archivistique permet de former des professionnels appelés à diriger les services d'archives des ministères et des organismes publics afin de mettre en œuvre le programme de gestion des documents mis en place par les archives nationales,. En 1999, les archives nationales déménagent dans un nouveau bâtiment conçu selon les normes internationales, qui s'étend sur une surface totale de 18 200 m2, avec une capacité de stockage de 52 kilomètres de rayonnage extensible à 62 kilomètres,.
Fakhfakh partage l'expérience tunisienne en matière d'archivistique à travers plusieurs publications,,,,,,,,.
Dans la foulée de la révolution de 2011, les archives nationales doivent s'adapter à de nouveaux paradigmes entraînés par le mouvement révolutionnaire. La consultation des fonds d'archives contemporaines, particulièrement de la période post-indépendance, est restreinte.

## Fonds conservés
Les archives nationales de Tunisie rassemblent des documents historiques tunisiens dont les plus anciens remontent à la fin du XVIIe siècle. Les fonds se subdivisent dans les catégories suivantes :
- période ottomane ;
- période coloniale ;
- Tunisie indépendante ;
- fonds documentaires.

## Directeurs généraux
- 1887-1923 ? : Mohamed Karoui[1]
- 1920 ?-1925 : Hassan Hosni Abdelwaheb[15]
- 1970-1972 : Abdeljelil Temimi
- 1993-2006 : Moncef Fakhfakh[16],[17]
- 2007-2011 : Saloua Ayachi Labben
- depuis 2011 : Hédi Jallab